# 德博德 (肯塔基州)
德博德（英語：Debord）是位於美國肯塔基州馬丁縣的一個非建制地區。

## 地理
德博德所處的海拔為高於海平面205米（即673英呎），而該地所採用的時區為UTC-5，即北美東部時區（EST）。同時該地設有夏令時間，為UTC-5調快一小時，即UTC-4（EDT）。